# サミア・バヌー
サミア・バヌー（Samir Bannout, 1955年11月7日 - ）は、レバノンのベイルート出身の、1970年代末から1990年代前半に活躍したボディビルダー。

## 来歴
物心付いたころからボディビルに憧れ、16歳からジムに入会してトレーニングを開始。
19歳からプロのボディビルダーを夢見るようになり、1974年にボディビルデビュー。
24歳からアメリカ合衆国に移住。「World Amateur Championships」で優勝し、プロのボディビルダーになる夢を叶えた。
その後、1983年のミスター・オリンピアを、リー・ヘイニー、フランク・ゼーンなどとの激闘の末に制覇。サミアはこの大会2位のモハメッド・マッカウィと共に、リー・ヘイニーにオリンピアで勝った唯二人のボディビルダーである。
1996年に41歳で1度目の引退。2011年、56歳にして「World Masters Bodybuilding competition」で復帰し、この大会の後に2度目の引退。

## 人物
3勤1休の高重量トレーニングを重視した。
減量期には糖質をほぼ完全にカットし、ほとんどのカロリーを蛋白質から摂取していた。大会直前にはアミノ酸のサプリメントと肝臓用のタブレットだけという過激な食生活を送っていた。